# سیارک ۱۹۴۲۸
سیارک ۱۹۴۲۸ (به انگلیسی: 19428 Gracehsu، نامگذاری:1998FU66) نوزده هزار و چهارصد و بیست و هشتمین سیارک کشف شده‌است که در ۲۰ مارس ۱۹۹۸ کشف شد.
قدر مطلق سیارک برابر ۱۷.۸ است.